# Refúgio Engenheiro Wiltgen
O Refúgio Engenheiro Wiltgen foi um acampamento brasileiro de verão na Antártida, nomeado em homenagem ao Engenheiro João Aristides Wiltgen, fundador do Instituto Brasileiro de Estudos da Antártida. Fundado no verão de 1985, localizado na Ilha Elefante, Ilhas Shetland do Sul, Antártida, dependia tanto logisticamente e administrativamente da Estação Comandante Ferraz, foi desmantelado durante o verão de 1997/98.
O refúgio, podia acomodar até seis pesquisadores por até 40 dias.

## Refúgios
Próximo a estação estão localizadas várias pequenas estruturas que dependem administrativamente e logisticamente da base principal:
- Refúgio Astrônomo Cruls.
- Refúgio Emílio Goeldi.
- Refúgio Engenheiro Wiltgen (desativado).
- Refúgio Pe. Balduino Rambo (desativado).